# Famille von Wedderkop
La famille von Wedderkop est une famille de la noblesse allemande, originaire du Brabant et de la province de Gueldre.

## Personnalités
- Magnus von Wedderkop (de) (1637-1721) juriste et homme politique
- Julius von Wedderkop (de) (1849-1921), général
- Hermann von Wedderkop (1875-1956), écrivain